# Diakaridia Sangaré
Pour les articles homonymes, voir Sangaré.
Diakaridia Sangaré, né le 31 décembre 1986, est un coureur cycliste malien.

## Biographie
En 2010, Diakaridia Sangaré participe au Tour du Mali sous les couleurs d'une équipe malienne. Il prend par ailleurs la quatrième place de la première édition du critérium cycliste Agetipe. L'année suivante, il participe au Tour du Faso, où il arrive hors délais au terme de la cinquième étape.
Après avoir échoué l'année précédente derrière son compatriote Yacouba Togola, il est sacré champion du Mali en 2014. En début d'année 2015, il prend part aux manches du Challenge du Prince avec la sélection malienne. Il obtient son meilleur résultat sur le Trophée princier, 27e. En fin de saison, il se classe 46e du Tour de Côte d'Ivoire et 30e du Tour du Faso.
Au mois d'octobre 2017, il figure parmi les six coureurs maliens sélectionnés pour participer au Tour du Faso. Il y est cependant contraint à l'abandon au cours de la quatrième étape.

## Palmarès
- 2013
  - 2e du championnat du Mali sur route
- 2014
  -  Champion du Mali sur route